# حامد بن العباس
حامد بن العباس، أو أبو الفضل الخراساني ثم أبو الفضل العراقي (223 هـ - رمضان 311 هـ) هو وزير عباسي تولَّى الوزارة في عهد الخليفة المقتدر بالله بعد أن تقدَّم فيه السن وبعد مسيرة طويلة في المناصب الإدارية بالدولة.
بدأ ابن العباس مسيرته في تقلُّد مناصب إدارية في الدولة العباسية بإقليم سواد العراق، ثم أُوْكِلَ الإشراف على خراج "كور دجلة" (أي: كل المساحة الواقعة ما بين مدينة البصرة إلى ميسان)، ومن بعدها أشرف على بلدة كسكر في فترة وزارة خليفته ابن الفرات. ويُقَال أنه أحسن لمن تولَّى عليهم وطابت سمعته وكَثُرَتْ علاقاته، وأنه جمع الكثير من المال وامتلك مئاتٍ من الموالي. وقد اكتسب فيما بعد سمعةً بالجبروت، إذ ثار عليه سكان سواد العراق في إحدى الحقب بسبب غلاء الأسعار، فقمعهم مستعينًا بمواليه وقتل منهم، كما أنه يشتهر بحادثةٍ أساء فيها لأم موسى القهرمانة (أول امرأة مسلمة تتولَّى القضاء). لكن يقال عنه إنه: «كان مع جبروته جوادًا معطاءً»، حتى قيل أنه في زمن ولايته لم يَعُد في واسط فقراءٌ تُعْطَى لهم الصدقة من كثرة إحسانه إليهم.
ولَّى الخليفة العباسي المقتدر بالله حامدًا بن العباس وزيرًا في عهده، خليفةً في هذا المنصب لابن الفرات، لكن وزارته لم تَدُمْ طويلًا لأنها كانت كثيرة التقلُّب في عهد المقتدر (إذ تغيَّرت 14 مرة). ويُعْتَقَدُ أن "ابن العباس" في فترة وزارته كان هو من شَجَّع الخليفة المقتدر على الاستجابة لطلب حاكم بلغار الفولغا (وهو: ألمش بن شلكي) بإرسال بعثة من الدولة العباسية إلى بلاده، وذلك بفعل ما سمعه من مولاه "نذير الحرمي". وقد كانت هذه هي البعثة التي انضمَّ إليها ووثَّقها الرحالة الشهير أحمد بن فضلان، والذي ربَّما كانت له مكانةٌ عند "ابن العباس" دفعت إلى إرساله في هذه المهمة.
وقد عُزِلَ "ابن العباس" فيما بعد وعُيِّن مكانه ابن عيسى وزيرًا، ثم عُزِلَ هذا الأخير وعاد "ابن الفرات" إثر تقلُّبات عهد المقتدر، فتعرَّض "ابن العباس" وقتئذٍ للانتقام والتعذيب من "ابن الفرات"، لأن "ابن العباس" كان قد أهان هذا الأخير في أول وزارته. وتعرَّض "ابن العباس" لمعاملةٍ مماثلةٍ ومستمرّة من المحسن بن الفرات، وهو نَجْل الوزير "ابن الفرات"، والذي تابع تعذيب "ابن العباس" ونَهَبَ منه ثروته بأسرها (والتي قيل إنها ساوَتْ مليون دينار عباسية)، فأفضى من بعدئذٍ مُعْدَمًا من كل جاهٍ ومالٍ عدا اسمه. وتوفِّيَ في واسط، ثم حُمِلَ إلى بغداد ودُفِنَ فيها.

## الهوامش
1. ↑  شخاترة (2021)، ص. 29.
2. ↑  شخاترة (2021)، ص. 40.